# عاموس (اسم)
عاموس هو اسم عبري، يطلق على الأسم واللقب. أشخاص مشهورين يحملون الأسم:

## الأسماء
- عاموس (نبي)
- سفر عاموس
- أموس برنسون ألكوت
- أموس مانسدورف
- عاموس عوز
- عاموس تفيرسكي
- جان آموس كومينيوس
- عاموس يدلين
- داني توماس (مولود باسم عاموس)

## لقب
- بين أموس
- جون أموس
- توري أموس